# Nhà thờ Hồi giáo Musulman
Nhà thờ Hồi giáo Musulman còn gọi là Thánh đường Đông Du là một nhà thờ Hồi giáo tọa lạc tại số 66 đường Đông Du, phường Bến Nghé, Quận 1, Thành phố Hồ Chí Minh, Việt Nam.

## Lịch sử
Nhà thờ Hồi giáo được thành lập vào năm 1935 với tên gọi Nhà thờ Hồi giáo Jamia Ấn Độ.

## Kiến trúc
Nhà thờ Hồi giáo được xây dựng theo phong cách kiến trúc La Mã cổ đại. Cấu trúc của công trình cũng bao gồm bốn ngọn tháp.